# Даниленко Віктор Михайлович
Даниленко Віктор Михайлович (25 листопада 1949, Карапиші) — український історик, доктор історичних наук (1990), професор (1995), заслужений діяч науки і техніки України (1996), член-кореспондент НАН України (2003), завідувач відділу історії України другої половини ХХ ст. Інституту історії України НАН України, почесний доктор Вінницького державного педагогічного університету імені Михайла Коцюбинського.

## Біографія
Народився 25 листопада 1949 року в селі Карапишах Миронівського району Київської області. У 1969 році закінчив Ржищівське педагогічне училище, у 1974 році — історико-педагогічний факультет Київського педагогічного інституту. В Інституті історії АН УРСР (з 1994 — Ін-т історії України НАН України) від 1974: аспірант, м.н.с, ст. н.с., від 1990 — завідувач відділу історії культури українського народу, від 2003 — завідувач відділу історії України 2-ї половини 20 ст.
В 1978 захистив кандидатську дисертацію на тему: «Братерське співробітництво Української РСР і Російської Федерації у розвитку освіти і науки (1926—1937 рр.)», 1990 — докторську — «Робітничий клас в культурному будівництві на Україні (друга половина 20-х — середина 30-х років)». Був науковим керівником 20 кандидатів історичних наук. Спеціалізується переважно на соціальній і політичній історії та історії української культури 20 ст., зокрема історії інтелігенції, освіти, науки, церкви, «українізації» (див. Українізації політика), міжнар. культ. взаємин, біографістиці. Брав участь у підготовці багатотомних видань: «Історія Української РСР», «Історія Києва», «История рабочего класса СССР», «Нариси історії української інтелігенції», «Все про Україну», «Україна крізь віки», «Історія української культури» та ін. Автор понад 200 наук. праць, у тому числі бл. 30 індивідуальних і колективних монографій, 10 підручників і посібників. 1993—99 — чл. Бюро та вчений секретар Міжнародної асоціації україністів, 1998—2000 — чл. Експертної ради ВАК України з істор. наук, від 1996 — чл. наук.-методичної комісії Мін-ва освіти і науки з історії. Входить до складу редколегій низки колективних праць та періодичних фахових видань. Поряд із науковою, веде педагогічну роботу: професор кафедри історії України у Київському національному педагогічному університеті ім. М.Драгоманова.
Лауреат премії НАН України імені М. С. Грушевського (1999), Держ. премії України в галузі н. і т. (2001), Почесний краєзнавець України (2009), Премії імені Дмитра Яворницького Національної спілки краєзнавців України (2019);Орден «За заслуги» II ступеня.